# Sisavan
Sisavan (en arménien Սիսավան ) est une communauté rurale du marz d'Ararat en Arménie. En 2008, elle compte 2 265 habitants.